# Alfred Engel
Alfred Engel (ur. 1911) – polski urzędnik administracyjny, „Sprawiedliwy wśród Narodów Świata”.

## Życiorys
Alfred Engel podczas II wojny światowej mieszkał w Warszawie przy ul. Akademickiej 3 i pracował w przedsiębiorstwie budowlanym „Inż. Piotr Butenko i spółka” przy ul. Złotej 30. W ramach obowiązków służbowych latem 1941 przebywał we Lwowie, Drohobyczu, Tarnopolu, Hłuboczku i Podwołoczyskach. W sierpniu 1942 zamieszkał przy ul. Kolejowej w Tarnopolu.
Jako kierownik administracyjny w miarę możliwości zatrudniał przy budowie kolei żydowskich jako robotników i majstrów lekarzy, inżynierów i adwokatów. Przewoził ludzi z tarnopolskiego getta, wspierał uciekinierów. Zatrudnił też trzy Żydówki: jako sekretarkę, służącą i gospodynię. Nadto dostarczał żywność ich rodzinom w getcie. Warszawskiego architekta Jakuba Grosglika-Groniowskiego (pod nazwiskiem Jakubowski) trzymał także po tym, jak został rozpoznany przez jednego z kolegów. W lipcu 1941 przewiózł z Drohobycza do Hłuboczka Wielkiego zagrożonych aresztowaniem inżyniera Ignacego Misiewicza z żoną Janiną. Wobec groźby aresztowania w 1943 Engel przeniósł Misiewiczów do Podwołoczysk. W 1944 zatrzymali się u Engla w Tarnopolu, gdzie doczekali wyzwolenia.
Engel trafił do Ludowego Wojska Polskiego, służąc na Ziemiach Odzyskanych. Po zdemobilizowaniu w 1946 wrócił do Warszawy, gdzie spotkał się z Misiewiczami i widywał z Groniowskim. Miesiewiczowie przekazali mu w 1949 oświadczenie stawiające go przed nową władzą polityczną w dobrym świetle.
W 1982 Alfred Engel został odznaczony medalem Sprawiedliwych wśród Narodów Świata.